# 전북펫고등학교
전북펫고등학교(全北펫高等學校)는 대한민국 전북특별자치도 임실군 오수면 오수리에 있는 공립 고등학교이다.

## 학교 연혁
- 1954년 9월 15일 : 오수상업고등학교 개교
- 1974년 3월 1일 : 오수고등학교로 개편
- 2009년 8월 11일 : 학과개편 특수용접과 1학급, 전산가공과 1학급
- 2022년 9월 1일 : 반려동물산업과 학과 개편 인가(1학급)
- 2023년 3월 1일 : 제25대 최기석 교장 취임
- 2024년 1월 9일 : 제68회 졸업식(졸업생수 7명, 총 졸업생수 5,897명)
- 2024년 3월 1일 : 전북펫고등학교 교명 변경

## 학과
- 반려동물산업과

## 참고 자료
- 전북펫고등학교 - 한국교육학술정보원 학교알리미